# کتازولام
کتازولام (انگلیسی: Ketazolam) نوعی مشتق بنزودیازپینی بوده و دارای خواص ضداضطراب، آرام‌بخش و شل‌کننده عضلانی است.